# Oued El Aneb
Oued El Aneb (în arabă وادي العنب) este o comună din provincia Annaba, Algeria.
Populația comunei este de 21.088 de locuitori (2008).